# Acanthobelba tortuosa
Acanthobelba tortuosa är en kvalsterart som beskrevs av Enami och Aoki 1993. Acanthobelba tortuosa ingår i släktet Acanthobelba och familjen Damaeidae. Inga underarter finns listade i Catalogue of Life.